# Československá basketbalová liga žen 1976/1977
Československá basketbalová liga žen 1976/1977 byla nejvyšší ligovou basketbalovou soutěží žen v Československu. Hrálo ji 8 družstev. Titul mistra Československa získal tým Sparta ČKD Praha, na druhém místě se umístil klub KPS Brno a na třetím Slovan CHZJD Bratislava.
- Sparta ČKD Praha (trenér Lubomír Dobrý) získala v sezóně 1976/77 svůj 17. titul mistra Československa (z 23 celkem).
- Vítězem ankety Basketbalista roku byla v roce 1976 Ivana Kořínková-Kolínská (Sparta Praha).
- „All Stars“ československé basketbalové ligy - nejlepší pětka hráčů basketbalové sezóny 1976/77: Dana Klimešová-Ptáčková, Božena Miklošovičová-Štrbáková, Lenka Grimmová-Nechvátalová, Pavla Podivínová-Davidová, Vlasta Mottlová-Vrbková

Konečné pořadí ligy 

1. Sparta ČKD Praha (mistr Československa 1977) - 2. KPS Brno - 3. Slovan CHZJD Bratislava - 4. Lokomotiva Košice - 5. Slavia VŠ Praha - 6. Jiskra Kyjov - 7. Slávia VŠ Prešov - 8. VSS Košice

## Systém soutěže
- Všechna družstva hrála dvoukolově každý s každým (doma - venku), každé družstvo 14 zápasů. Následovaly čtyři turnaje ve dvou skupinách (o 1.-4. místo, o 5.-8. místo). Celkový počet 26 zápasů.

| Poř. | Tým                     | Z  | V  | P  | Skóre     | Body |
| ---- | ----------------------- | -- | -- | -- | --------- | ---- |
| 1.   | Sparta ČKD Praha        | 26 | 20 | 6  | 1990:1703 | 46   |
| 2.   | KPS Brno                | 26 | 17 | 9  | 1884:1848 | 43   |
| 3.   | Slovan CHZJD Bratislava | 26 | 15 | 11 | 2022:1819 | 41   |
| 4.   | Lokomotíva Košice       | 26 | 12 | 14 | 1708:1839 | 38   |
|      |                         |    |    |    |           |      |
| 5.   | Slavia VŠ Praha         | 26 | 15 | 11 | 2070:1910 | 41   |
| 6.   | Jiskra Kyjov            | 26 | 11 | 15 | 1760:1806 | 37   |
| 7.   | Slávia VŠ Prešov        | 26 | 10 | 16 | 1729:1855 | 36   |
| 8.   | VSS Košice              | 26 | 4  | 22 | 1532:1904 | 30   |

## Sestavy (hráčky, trenéři) 1975/1976, 1976/1977
- Spartak Praha Sokolovo: Hana Doušová-Jarošová, Martina Pechová-Jirásková, Dana Klimešová-Ptáčková, Jana Doležalová-Zoubková, Ivana Kořínková-Kolínská, Helena Šilhavá-Reichová, Alena Weiserová-Kopecká, Jitka Hojerová-Kotrbatá, Ludmila Chmelíková, Mejdová, Dana Hojsáková, Netrefová, Glaserová, Vítovcová, Alena Růžičková-Bubeníková, Linártová. Trenér Lubomír Dobrý
- KPS Brno: Pavla Podivínová-Davidová, Eva Mikulášková, Stanislava Dimitrivová-Grégrová, Lenka Grimmová-Nechvátalová, Jaroslava Synková, Hana Opatřilová-Drastichová, Růžena Maksantová, Keberlová, Svobodová, Fischmeistrová, Hromková, Krchňáková, Ryzá, Neužilová. Trenér Zdeněk Bobrovský
- Slavia VŠ Praha: Milena Jindrová (Hacmacová), Alena Spejchalová, Martina Balaštíková-Babková, Alena Hibšová, Hromková, Bláhová, Kozmanová, Šínovská, Majerová, D. Hájková, Svobodová, Pavlíčková. Trenér Jan Karger
- Jiskra Kyjov: M. Klimková-Neničková, Vlasta Mottlová-Vrbková, Eva Vrbková, Hovězáková, Hovězáková, Z. Klimková, Seidlová, Bednářová, Havlová, Hlaváčová, Brhelová, Spurná, Churá-Domanská, Pavlovičová, Chromková-Skřivanová. Trenér Ivan Kuřil
- Slávia VŠ Prešov: Yvetta Paulovičová-Pollaková, Červeňanová-Lipovská, Gabriela Jančoková-Jeleníková, Táňa Gálová-Petrovičová, Viera Bebčáková, Dobiášová, Hajduková, Šebejová, Jana Michalidesová, Kosecová, Jančoková, A. Jeleníková, Galajdová, Málková, Neubauerová, Faithová, Veselovská, Udicová, Polakovičová, Hajduková. Trenér Juraj Filčák
- Slovan CHZJD Bratislava: Božena Miklošovičová-Štrbáková, Olga Zajasenská-Došeková, Maria Kiffuszová, Eva Šefčíková-Piršelová, Darina Norovská-Pastuchová, Králiková, Hrebíčková, Mesárošová, Grenčíková, A. Hapalová, Slobodníková, Leváková. Trenér Jozef Hodál
- Lokomotíva Bratislava: Nataša Lichnerová-Dekanová, Věra Kišová-Luptáková, Fričová-Ferenceiová, Zigmanová, Jančiarová-Matušková, Jiřina Přívarová, Zuzana Kartíková-Čajová, Mocková, Maláčová, Fabulová-Schneiderová, Bednáriková, Zemánková, Hurtuková, Balážová, Hurtuková, Matisková.. Trenér R. Frimmel
- Lokomotíva Košice: Irena Medvecká-Bartošová, Jana Hrabovská-Smolenová, Jana Blažeková-Škovránová, Polakovičová, Baová, Szabadkaiová-Kašperová, Benková, Brhelová, M. Galášová, Ondičová, Matisová-Dzubanová, Mlynarčíková, Kalináčová, Švikruhová, Krajčová, Liptáková, Kovalová, Gregoríková, Horňáková-Holúbková. Trenér D. Rodziňák (1974), Gabriel Dajko (1975)
- Slavia VŠ Olomouc: Adámková-Homolová, Riecká, Kořínková, Houdová, Klimešová, Dostálová, Kostihová, Bártová, Ševčíková, Hošáková, Rakusová, Langrová, Zvěřinová, Pernicová, Slezáková, Urbanczyková, Buchalová, Tinklová, Schreierová, Přikrylová. Trenér D. Tomajko
- VSS Košice: Eva Galášová, Adamcová, Nagyová, Cecílie Karabelošová, Konopková, Hanková, Móciková, Vařeková, Kovaříková, Hamárová, Molnárová, Tkáčiková, Rykrová, Dzesatníková, Franková. Trenér Š. Tóth
- NHKG Ostrava: Helena Malotová-Jošková, Dana Tušilová-Rumlerová, Eva Polívková, Olšáková, Z. Olejníčková, Medvecká, Sejdová, Dudková-Námyslová, Kornasová, Kolková, Vocetková-Kičmerová. Trenér A. Riegel
- Slovan Orbis Praha: Krajčirová-Fialová, Navrátilová-Mareschová, Kolmanová, Buchalová, Janoušková, Kutychová, Nekolová, Wiesnerová, Staňková, Skronská, Třesohlavá. Trenér J. Kořenský
- Univerzita Brno: Stanislava Haklová-Varmužová, Nováková, Wernischová, Dezortová, J. Polcarová, A. Polcarová, Zavřelová, Šupová, Sejdová, Heroldová, Maxová, Stelzerová, Štěpánková, Šléglová, Suchánková, Kocourková, Cvrkalová, Dvořáková. Trenér J. Kubíček
- Slavia Banská Bystrica: Schlanková, Irena Rajniaková (Goldová), Šipkovská, Nagyová, Jánošová, Mullerová, Bartková, Gregorová, Koppová, Meiszlingerová, Šlesárová, Martišová, Rusková, Hudáková. Trenér M. Kršjak
- Lokomotiva Karlovy Vary: J. Helínska, Janoušková, Toušková, Kubastová, Štocková, Antoniová, Jelínková, Vršecká, Gubičová, Šlárová-Mottlová, Lukášová, Antoníková. Trenér V. Sehnoutka

## Zajímavosti
- Basketbal na letních olympijských hrách 1976 v Kanadě Montreal za účasti 6 družstev. Konečné pořadí: 1. Sovětský svaz, 2.USA, 3. Bulharsko, 4. Československo, 5. Japonsko, 6. Kanada. Československo na OH 1976 hrálo v sestavě: Božena Miklošovicová-Štrbáková 70 bodů / 5 zápasů, Martina Pechová-Jirásková 53 /5, Dana Klimešová-Ptáčková 53 /5, Ivana Kořínková-Kolínská 47 /5, Hana Doušová-Jarošová 36 /5, Ludmila Králiková 24 /5, Lenka Grimmová-Nechvátalová 24 /5, Marcela Paulovičová-Polláková 16 /5, Vlasta Mottlová-Vrbková 12 /3, Pavla Podivínová-Davidová 11 /5, Martina Balaštíková-Babková 5 /2, Ludmila Chmeliková 0 /5, celkem 351 bodů ve 5 zápasech (2 vítězství - 3 porážky). Trenér Jindřich Drásal.
- Mistrovství světa v basketbalu žen 1975 (Cali), Kolumbie, v září/říjnu 1975 za účasti 13 družstev. Konečné pořadí: 1. Sovětský svaz, 2.Japonsko, 3. Československo, 4. Itálie. Československo na MS 1975 hrálo v sestavě: Dana Klimešová-Ptáčková 115 bodů /8 zápasů, Hana Doušová-Jarošová 75 /8, Marta Pechová-Jirásková 67 /8, Milena Jindrová 46 /8, Ivana Kořínková-Kolínská 46 /8, Pavla Podivínová-Davidová 40 /7, Lenka Grimmová-Nechvátalová 24 /5, Martina Balaštíková-Babková 23 /7, Ivetta Paulovičová-Polláková 23 /6, Vlasta Mottlová-Vrbková 19 /4, Eva Vrbková 16 /6, Ludmila Chmeliková 13 /4, celkem 507 bodů v 8 zápasech (6 vítězství, 2 porážky), Trenér: Jindřich Drásal, asistent: Svatopluk Mrázek
- Mistrovství Evropy v basketbale žen 1976 se konalo ve Francii (Clermont Ferrand) v roce 1976 za účasti 13 družstev. Mistrem Evropy byl Sovětský svaz, Československo na 2. místě , Itálie na 3. místě, Maďarsko na 4. místě. Československo na ME 1976 hrálo v sestavě: Hana Doušová-Jarošová 89 /8, Božena Miklošovičová-Štrbáková 70 /8, Ivana Kořínková-Kolínská 66 /8, Dana Klimešová-Ptáčková 63 /5, Pavla Podivínová-Davidová 49 /6, Martina Pechová-Jirásková 46 /8, Lenka Grimmová-Nechvátalová 33 /8, Ivetta Paulovičová-Polláková 33 /8, Vlasta Mottlová-Vrbková 28 /4, Ludmila Králíková 25 /6, Ludmila Chmeliková 19 /6, Martina Balaštíková-Babková 8 /5, celkem 529 bodů v 8 zápasech (7 vítězství, 1 porážka). Trenér Jindřich Drásal, asistent Jan Karger
- Mistrovství Evropy v basketbale juniorek se konalu ve Španělsku (Vigo) v srpnu 1975 za účasti 12 družstev. Československo získalo titul mistra Evropy, když ve finále porazilo Polsko. Na 3. místě byl Sovětský svaz. Československo hrílo v této sestavě: Dana Hojsáková, Alena Weiserová-Kopecká, Dagmar Linártová (Sparta Praha), Anna Součková-Kozmanová (VŠ Praha), Pavla Davidová, Věra Fischmeistrová (KPS Brno), Alena Zavřelová (Univerzita Brno), Libuše Centnerová (Lokomotiva Ústí n/L), Zdena Klimková (Jiskra Kyjov), Katarína Balážová (Lokomotiva Bratislava), Irena Rajniaková (Goldová) (Slovan Bratislava), Ludmila Krajčová (Lokomotiva Košice). Trenér Alois Brabec, asistent Milan Lihan
- V Poháru evropských mistrů v basketbalu žen Sparta ČKD Praha v sezóně 1975/76 byla vítězem poháru, když ve finále porazila CUC Clermont Ferrand (Francie). Sparta ČKD Praha v další sezóně 1976/77 se stejným klubem CUC Clermont Ferrand byla vyřazena v semifinále.
- V Poháru L. Ronchetti Slavia VŠ Praha v sezóně 1976/77 vyřadila v semifinále La Gerbe Monceau (Francie) a vyhrála ve finále proti družstvu Industromontaža Záhřeb (Jugoslávie) . V sezóně 1976/77 Slavia VŠ Praha byla vyřazena v semifinále od Miňor Pernik (Bulharsko) .